# بالون استراتوسفر

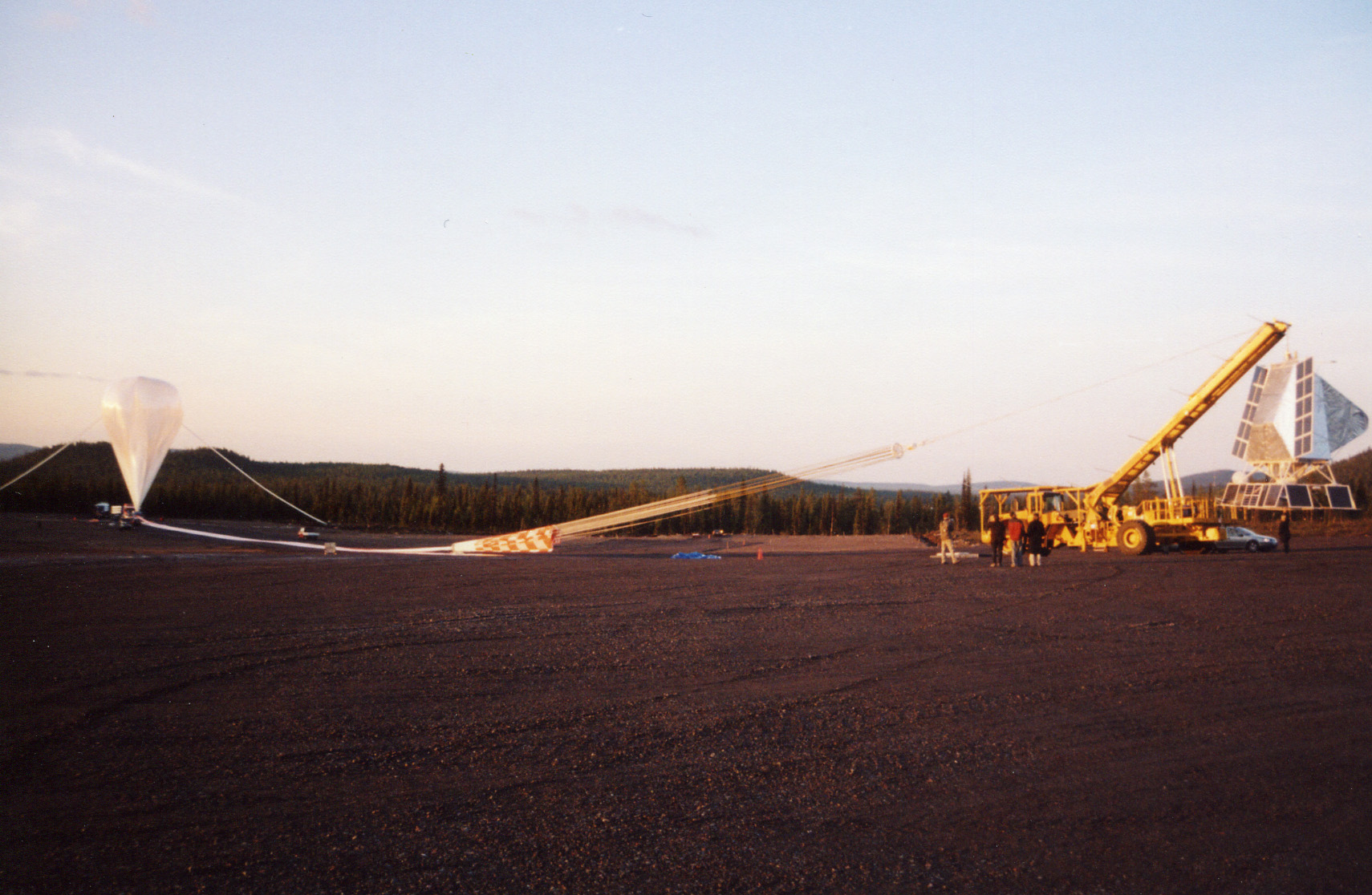
تلسکوپ بلاست و بالون فرازای بالا در لحظهٔ پیش از راه‌اندازی در ۱۲ ژوئن ۲۰۰۵

بالون استراتوسفر یا بالون فرازای بالا، بالون‌هایی سرنشین‌دار یا بدون سرنشینی هستند که معمولاً با استفاده از گاز هلیوم یا هیدروژن یا گاهی متان به درون استراتوسفر رها می‌شوند و عموماً بین ۱۸ تا ۳۷ کیلومتر (۱۱ و ۲۳ مایل؛ ۵۹۰۰۰ و ۱۲۱۰۰۰ فوت) از سطح دریا اوج می‌گیرند. در سال ۲۰۰۲، یک بالون استراتوسفری به نام BU60-1 به رکورد ارتفاع ۵۳٫۰ کیلومتری (۳۲٫۹ مایل؛ ۱۷۳٫۹۰۰ فوت) رسید.
متداول‌ترین نوع بالون‌های بلند فرازا بالون‌های هواشناسی هستند. اهداف دیگر شامل استفاده از این بالون‌ها به عنوان سکوی آزمایش در بخش فوقانی‌تر اتمسفر است. بالون‌های مدرن معمولاً شامل تجهیزات الکترونیکی مانند فرستنده‌های رادیویی، دوربین‌ها یا سیستم‌های سامانه ماهواره‌ای ناوبری جهانی، مانند گیرنده‌های جی پی اس GPS هستند.
این بالون‌ها به آنچه مزوسفر، «فضای نزدیک» یا «میان‌سپهر» گفته می‌شود، به عنوان منطقه جو زمین بین حد آرمسترانگ (۱۸–۱۹ کیلومتر (۱۱–۱۲ مایل) بالاتر از سطح دریا) تعریف شده‌است؛ جایی که فشار به حدی می‌رسد که یک انسان نمی‌تواند بدون لباس فشار زنده بماند و مزوپاز (۸۵ کیلومتری (۵۳ مایل) بالاتر از سطح دریا))، مرزی که برای حفظ پرواز لازم است قوانین اخترپویاشناسی به جای آیرودینامیک استفاده شود.
به دلیل کم‌هزینه بودن تجهیزات GPS و وسایل ارتباطی، سرگرمی‌های بالون با بالون فرازای بالا یک سرگرمی رایج است و سازمان‌هایی مانند UKHAS در تهیه و توسعهٔ لوازم سنگین آن کمک می‌کنند.